# Камбоџа на Летњим олимпијским играма 2024.
Камбоџа је учествовала на Летњим олимпијским играма 2024. у Паризу. Ово је осми узастопни наступ нације на Летњим олимпијским играма од повратка на Олимпијске игре 1996. године.

## Учесници по спортовима
| Спорт    | Мушкарци | Жене | Укупно |
| -------- | -------- | ---- | ------ |
| Атлетика | 1        | 0    | 1      |
| Пливање  | 1        | 1    | 2      |
| 2 спорта | 2        | 1    | 3      |

## Атлетика
| Атлетичарка | Дисциплина     | Квалификације | Квалификације | Репасаж  | Репасаж | Финале           | Финале           |
| Атлетичарка | Дисциплина     | Резултат      | Пласман       | Резултат | Пласман | Резултат         | Пласман          |
| ----------- | -------------- | ------------- | ------------- | -------- | ------- | ---------------- | ---------------- |
| Чун Бунторн | Мушкарци 800 м | 1:53.31       | 9             | 1:53.42  | 8       | Није се пласирао | Није се пласирао |

## Пливање
| Пливач(ица)        | Дисциплина               | Група | Група   | Полуфинале        | Полуфинале        | Финале            | Финале            |
| Пливач(ица)        | Дисциплина               | Време | Пласман | Време             | Пласман           | Време             | Пласман           |
| ------------------ | ------------------------ | ----- | ------- | ----------------- | ----------------- | ----------------- | ----------------- |
| Антоан де Лапарент | Мушкарци, 100 м слободно | 52.95 | 67      | Није се пласирао  | Није се пласирао  | Није се пласирао  | Није се пласирао  |
| Апсара Сакбум      | Жене, 50 м слободно      | 26.90 | 38      | Није се пласирала | Није се пласирала | Није се пласирала | Није се пласирала |